# Rokas Pukštas
Rokas Pukštas (Stillwater, 25 agosto 2004) è un calciatore statunitense, centrocampista dell'Hajduk Spalato.

## Biografia
Nato in Oklahoma da una famiglia di origini lituane, suo padre Mindaugas ha rappresentato la Lituania ai Giochi olimpici di Atene 2004.

## Carriera

### Club
Dopo esser passato dal settore giovanile del Sporting K.C. e del Barcellona, il 10 novembre 2020 firma il suo primo contratto da professionista con l'Hajduk Spalato. Il 4 marzo 2022 prolunga il suo contratto con la squadra spalatina fino al 2025 mentre, il 29 aprile seguente, fa il suo debutto in prima squadra partendo da titolare nel match casalingo di campionato vinto contro il Hrvatski Dragovoljac (2-1). Il 4 giugno, invece, con la formazione U-19 dell'Hajduk vince il campionato di categoria. Nella stagione successiva, ottiene una doppia registrazione che gli consente di disputare partite anche con il Solin, squadra militante nel campionato cadetto croato.
Il 12 ottobre dello stesso anno, con la maglia dell'Hajduk, debutta anche in Coppa di Croazia, parte da titolare nel sedicesimo di finale vinto in casa del Tehničar Cvetkovec (1-5). Un mese più tardi trova anche la prima marcatura in campionato, sigla rete del momentaneo 2-0 in casa del Slaven Belupo (2-2). La stagione 2022-2023 si chiude nel migliore dei modi per il giovane giocatore,
disputa la finale di UEFA Youth League contro l'AZ Alkmaar, dopo aver segnato in semifinale al Milan, e inoltre gioca per intero la finale di Coppa di Croazia vinta contro il Sebenico (2-0). Il 21 luglio 2023, alla prima giornata di campionato, segna il gol vittoria nel derby disputato in casa della Dinamo Zagabria (1-2). Il 22 novembre seguente estende il suo contratto con i Majstori s mora fino all'estate del 2027.

### Nazionale
Il 10 maggio 2023, viene incluso da Mikey Varas nella rosa della nazionale Under-20 statunitense partecipante al Mondiale di categoria in Argentina. Il 30 maggio, subentrando a Owen Wolff, fa il suo debutto al Mondiale di categoria trovando la rete del definitivo 4-0 contro la Nuova Zelanda.

## Statistiche

### Presenze e reti nei club
Statistiche aggiornate al 18 agosto 2024.
| Stagione              | Squadra               | Campionato            | Campionato | Campionato | Coppe nazionali | Coppe nazionali | Coppe nazionali | Coppe continentali | Coppe continentali | Coppe continentali | Altre coppe | Altre coppe | Altre coppe | Totale | Totale |
| Stagione              | Squadra               | Comp                  | Pres       | Reti       | Comp            | Pres            | Reti            | Comp               | Pres               | Reti               | Comp        | Pres        | Reti        | Pres   | Reti   |
| --------------------- | --------------------- | --------------------- | ---------- | ---------- | --------------- | --------------- | --------------- | ------------------ | ------------------ | ------------------ | ----------- | ----------- | ----------- | ------ | ------ |
| 2021-2022             | Hajduk Spalato        | 1.HNL                 | 1          | 0          | CC              | 0               | 0               | -                  | -                  | -                  | -           | -           | -           | 1      | 0      |
| 2022-2023             | Hajduk Spalato        | HNL                   | 21         | 4          | CC              | 5               | 0               | UECL               | 0                  | 0                  | SC          | 0           | 0           | 26     | 4      |
| 2022-2023             | Solin                 | 1.NL                  | 5          | 3          | CC              | -               | -               | -                  | -                  | -                  | -           | -           | -           | 5      | 3      |
| 2023-2024             | Hajduk Spalato        | HNL                   | 28         | 7          | CC              | 3               | 0               | UECL               | 0                  | 0                  | SC          | 1           | 0           | 32     | 7      |
| 2024-2025             | Hajduk Spalato        | HNL                   | 3          | 0          | CC              | 0               | 0               | UECL               | 4                  | 0                  | -           | -           | -           | 7      | 0      |
| Totale Hajduk Spalato | Totale Hajduk Spalato | Totale Hajduk Spalato | 53         | 11         |                 | 8               | 0               |                    | 4                  | 0                  |             | 1           | 0           | 66     | 11     |
| Totale carriera       | Totale carriera       | Totale carriera       | 58         | 14         |                 | 8               | 0               |                    | 4                  | 0                  |             | 1           | 0           | 71     | 14     |

## Palmarès

### Club

#### Competizioni giovanili
- Juniorsko prvenstvo Hrvatske u nogometu: 1

Hajduk Spalato: 2021-2022

#### Competizioni nazionali
- Coppa di Croazia: 1

Hajduk Spalato: 2022-2023

### Nazionale
- Campionato nordamericano di calcio Under-20: 1

Honduras 2022